# Teddybjörnen Fredriksson
«Teddybjörnen Fredriksson» («El osito de peluche Fredriksson») es una canción de niños muy popular sueco de Lasse Berghagen, que escribió la canción a su hija Malin en 1969. Muchos niños cantan la canción en las escuelas y los parvularios. Berghagen grabado la canción en Svensktoppen el 21–28 de diciembre de 1969 y terminó en noveno y décimo lugar.